# راهزنی قطار
راهزنی قطار (انگلیسی: Train robbery) گونه‌ای از دستبرد است که هدف اصلی آن پیرامون سرقت پول یا محموله‌های ارزشمند از قطار می‌باشد. راهزنی قطار در گذشته که قطارها سرعت کمتری داشتند بسیار رایج بود و به ویژه، از مضامین برجستهٔ غرب وحشی است. قطارهای حامل محموله‌های حقوق و دستمزد از جمله اهداف اصلی سرقت بودند به همین دلیل، غالباً چنین محموله‌های ارزشمندی توسط یک یا چند نفر مامور مرسوله محافظت می‌شدند که مسلح نیز بودند. راهزنان برای دسترسی و باز کردن گاوصندوق به مأمور مرسوله متکی بودند چرا که بدون اطلاع از رمز قفل ترکیبی، نفوذ به گاوصندوق تقریباً غیرممکن بود. با همهٔ این احوال، اختراع دینامیت نفوذ به گاوصندوق و سرقت از قطار را بسیار آسان‌تر کرد. چنانچه مرسوله‌های به دست آمده از گاوصندوق مکفی یا چندان ارزشمند نبود، فرد راهزن یا قانون‌شکن مسافران غیر مسلح واگن‌های قطار را مجبور به مسترد نمودن اشیای قیمتی مثل پول یا جواهر می‌نمود.
برخلاف آنچه که هالیوود در فیلم‌ها برجسته کرده‌است، قانون‌شکنان هرگز به صورت سوارکاری بر روی یک قطار در حال حرکت نمی‌پریدند بلکه معمولاً به‌طور عادی سوار قطار شده و در انتظار فرصتی مناسب برای شروع سرقت می‌شدند. متوقف نمودن قطار یا از ریل خارج کردن آن نیز از دیگر ترفندها بوده‌است. مشهورترین سارقان و راهزنان قطار عبارت هستند از بیل ماینر، جسی جیمز و بوچ کسیدی. هنگامی که گنگ جیمز-یانگر در ۲۱ ژوئن ۱۸۷۳ پس از خارج شدن قطار راک آیلند از ریل، مبلغ ۳۰۰۰ دلار آمریکا سرقت کردند، جسی جیمز، تبدیل به اولین سارق همراه با موفقیت قطار در غرب آمریکا شد.